# Rue Claire-Pauilhac
La rue Claire-Pauilhac (en occitan : carrièra Clara Paulhac) est une voie de Toulouse, chef-lieu de la région Occitanie, dans le Midi de la France.

## Situation et accès

### Description
La rue Claire-Pauilhac est une voie publique de Toulouse. Elle traverse le quartier de Matabiau, puis le quartier des Chalets.
Elle naît perpendiculairement à la rue Matabiau, à proximité immédiate de la place Jeanne-d'Arc. Elle est longue de 445 mètres, large de 8 mètres, rectiligne et orientée au nord-est. Elle se termine au carrefour de la rue de Coulmiers.
La chaussée compte une seule voie de circulation automobile en sens unique, de la rue de Coulmiers vers la rue Matabiau. Elle appartient à une zone 30 et la vitesse y est limitée à 30 km/h. Il n'existe pas de bande, ni de piste cyclable, quoiqu'elle soit à double-sens cyclable.

### Voies rencontrées
La rue Claire-Pauilhac rencontre les voies suivantes, dans l'ordre des numéros croissants (« g » indique que la rue se situe à gauche, « d » à droite) :
1. Rue Matabiau
2. Petite-rue Saint-Lazare (g)
3. Rue Roquelaine
4. Rue Job (d)
5. Rue de la Concorde
6. Rue de Quéven (g)
7. Rue de Verdun (g)
8. Rue des Roziers (d)
9. Rue du Capitaine-Paul-Escudié
10. Rue de Coulmiers

### Transports
La rue Claire-Pauilhac n'est pas directement desservie par les transports en commun. Elle est cependant proche de la place Jeanne-d'Arc, où se trouve une gare de bus pour les lignes de Linéo L9 et de bus 1523394570, ainsi que des navettes AéroportVille. Le long des boulevards Lazare-Carnot et de Strasbourg se trouvent également les arrêts des lignes de Linéo L1L14 et de bus 29, ainsi que la station Jeanne-d'Arc, sur la ligne de métro . Au nord, le boulevard Matabiau est également parcouru par les lignes de bus 1527.
Les stations de vélos en libre-service VélôToulouse les plus proches sont les stations no 34 (15 rue Joseph-Bosc), no 35 (1 rue Raymond-IV) et no 58 (4 rue de la Concorde).

## Odonymie
La rue est, lors de son percement en 1850, désignée comme la rue Saint-Lazare – le nom s'en est conservé pour une rue voisine, la petite-rue Saint-Lazare. D'ailleurs, plusieurs rues des quartiers Matabiau et des Chalets, toutes percées au XIXe siècle, portent le nom de saints et de saintes des premiers siècles du christianisme liés à Toulouse et à sa région : la rue Saint-Dominique, la rue Saint-Érembert (actuelle rue Robert-Borios), la rue Saint-Germier, la rue Saint-Hilaire, la rue Saint-Honest, la rue Saint-Honoré (actuelle rue Édouard-Dulaurier), la rue Saint-Hubert, la rue Sainte-Marthe, la rue Saint-Orens, la rue Saint-Papoul et la rue Saint-Sylvain (actuelle rue Joseph-Bosc).
En 1906, la rue reçoit le nom de Claire Pauilhac (1856-1906), épouse de l'industriel Léon Pauilhac. Son père, Jacques-Zacharie Pauilhac, était lié depuis 1849 à Jean Bardou (1799-1852) et à son fils, Pierre Bardou (1826-1892), à la tête de l'entreprise JOB. Ils s'associèrent en 1872 pour une usine à papier qui se trouvait à la Moulasse, près de Saint-Girons, puis une usine qui se trouvait dans l'actuelle rue Claire-Pauilhac (actuel no 17 bis). D'ailleurs, la société JOB avait son siège à l'hôtel de Pauilhac tout proche (actuel no 72 boulevard de Strasbourg). Claire Pauilhac consacra une partie de sa fortune à l'amélioration de la vie quotidienne des ouvriers de l'usine, ainsi qu'à l'entretien des hôpitaux de la ville.

## Patrimoine et lieux d'intérêt

### Usines JOB

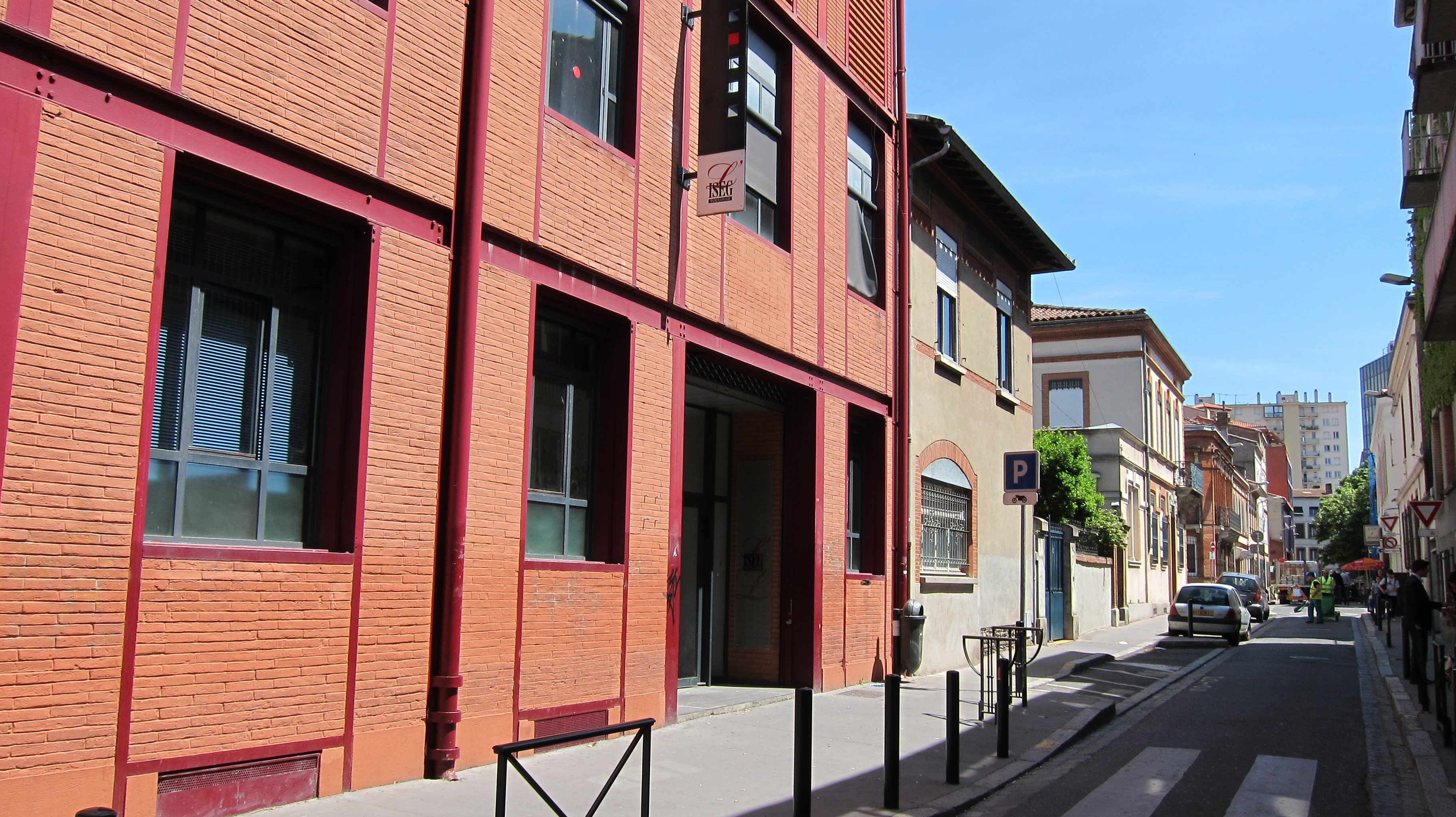
no 14 : magasin industriel.

- no  14 : magasin industriel.
Le bâtiment, construit à la fin du XIXe siècle, est représentatif de l'architecture industrielle. Il possède une structure métallique avec remplissage de brique[13]. 
En 1987, il est agrandi et surélevé de deux niveaux. Il abrite désormais une école de commerce et une école d'ingénieurs informatique privées du groupe Ionis, l'Institut supérieur de gestion (ISG) et l'École pour l'informatique et les techniques avancées (EPITA).

- no  17 bis : immeuble de bureaux (1932, Antonin et Pierre Thuriès)[14].

### Immeubles et maisons
- no  20 : maison Alphonse Deklerck (1931)[15].
- no  31 : immeuble (deuxième moitié du XIXe siècle)[16].
- no  33 : immeuble (deuxième moitié du XIXe siècle)[17].
- no  37 : immeuble (deuxième quart du XXe siècle)[18].
- no  43 : maison (1910, Georges Masquet)[19].